# بریستول اکوت اف
بریستول اکوت اف (به انگلیسی: Bristol Scout F) یک هواگرد ساختِ کارخانهٔ بریستول ایروپلین در کشور بریتانیا است . این هواگرد برای نخستین بار در ۱ مارس ۱۹۱۸ میلادی مورد استفاده قرار گرفت.